# Oldsmobile Limited
La Limited è un'autovettura full-size prodotta dall'Oldsmobile dal 1910 al 1912. Come suggerisce il nome, il modello fu prodotto in serie limitata. Era la vettura di punta della gamma Oldsmobile.

## Storia
La Special era dotata di un motore a valvole laterali e sei cilindri in linea da 8.275 cm³ di cilindrata che erogava 60 CV di potenza. Il propulsore era anteriore, mentre la trazione era posteriore. Il moto alle ruote posteriori era trasmesso tramite un albero di trasmissione. Il cambio era a quattro rapporti con leva posizionata a destra del guidatore. I freni erano meccanici a tamburo e agivano sulle ruote posteriori. La frizione era a cono di cuoio. Le ruote erano a raggi in legno.

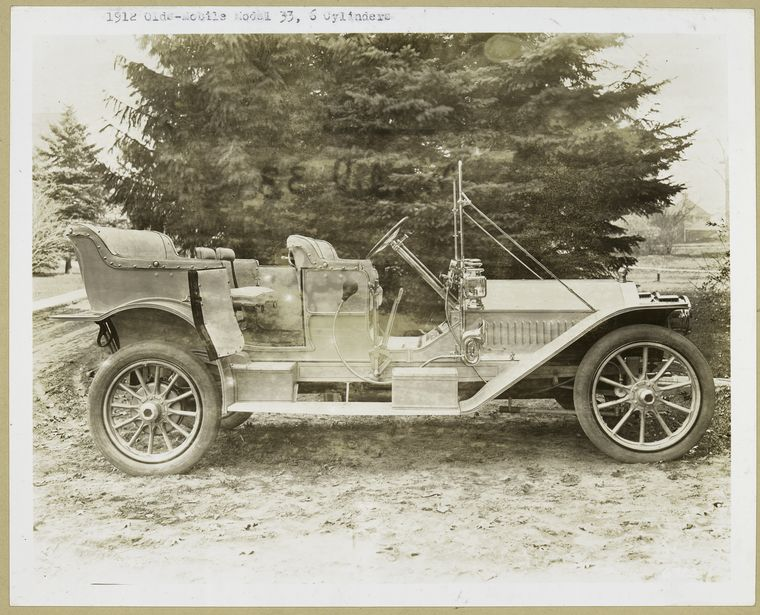
Una Oldsmobile Model 33 del 1912

La Limited era disponibile con due tipi di carrozzeria, torpedo quattro porte e roadster due porte. La prima era denominata Serie 23, mentre la seconda Serie 24. La torpedo era in vendita a 4.600 dollari, mentre la roadster a 5.800 dollari.
La Limited vinse una gara dimostrativa di velocità organizzata con un treno lungo la ferrovia New York-Chicago.
Nel 1911 i cambiamenti coinvolsero la meccanica. La cilindrata del motore toccò infatti gli 11.569 cm³. La frizione a cono di cuoio fu sostituita da una frizione a cono di metallo ed il passo crebbe da 3.302 mm a 3.505 mm. Nell'occasione le due versioni cambiarono nome in Serie 27 mentre l'anno successivo mutarono nuovamente nome, questa volta in Serie 33. Sempre nel 1912 il passo toccò i 3.556 mm.
Nel 1910 gli esemplari prodotti furono 325, mentre nel 1911 e nel 1912 i volumi produttivi toccarono le 250 unità entrambi gli anni.